# Так будет
«Так будет» — дебютный студийный альбом российского певца Мити Фомина. Релиз альбома состоялся 29 июля 2010 года на лейбле Gala Records. Официальным дистрибьютором альбома стала компания «Монолит».

## История создания
По данным официального сайта исполнителя, работа над альбомом велась три года (с 2008 по 2010). Первая запись прошла на студии Дмитрия Дубинского, позже работа продолжалась на студии продюсерского центра Максима Фадеева.

## Критика
Альбом получил в основном смешанные рецензии от критиков. Дмитрий Прочухан из Newsmusic.ru назвал удачными в альбоме только две песни: «Тишина» и «Садовник». Автор также готов был бы причислить к ним и композицию «Вот и всё», если бы «грамотные аранжировки не были смазаны наивными рифмами в припеве». Автору не понравилась лирика альбома, которую он назвал примитивной, а также эксперименты со стилями хип-хоп, R&B и синти-поп. Журналист закончил рецензию словами: «Если Мите Фомину удастся выработать свой аутентичный стиль с претензией на непопсовость, то у него есть все шансы занять достойную нишу в шоу-бизнесе». На проекте «МирМэджи» альбом также получил смешанные отзывы. На сайте посчитали, что артист представил на альбоме мало нового материала. Тем не менее альбом описывается как «размеренность, релакс, чил-аут, эмбиент, лёгкий дэнс. Певец соблюдает пропорции и действует по технологии группы Hi-Fi, не вдаваясь в крайности». Алексей Мажаев из «Intermedia.ru» поставил альбому 3 из 5-ти. Автор пишет, что некоторые вещи звучат банально, но в других композициях прослеживаются удачные эксперименты со стилем синти-поп. Позитивно оценивается композиция «Всё будет хорошо», которую журналист назвал «летним хитом» и сравнил с песнями Жанны Фриске. В целом, посчитал автор статьи, «это очень достойный альбом, которого мало кто мог ожидать от такого легкомысленного персонажа, каким привыкли воспринимать Митю Фомина. Но, честно говоря, он и до сих пор ассоциируется скорее с „Всё будет хорошо“, чем с „Вот и всё“ и „Садовником“. Услышав где-то по радио последние песни, непосвящённый в жизнь не догадается, кто их на самом деле исполняет. Чтобы изменить это положение, Фомину остается только ещё более активно продвигать себя как музыканта». Негативную оценку альбом получил на сайте «MapMusic.ru», где его описывают как «невероятно примитивный и обыденный, сделанный на скорую руку». Также на сайте отметили отсутствие единой концепции альбома. Смешанную рецензию пластинка получила на сайте «Muz.ru». Андрей Житенёв так описывает голосовые партии Мити Фомина: «Певец, если можно так сказать, не справляется ни с одной вокальной партией чисто, а в отдельных партиях так и вовсе кричит подстреленным медведем». Позитивно описываются сами композиции альбома. Песня «Всё будет хорошо» сравнивается с творчеством румынской певицы Inna. «В целом», по словам автора, «альбом очень средний. На месте артиста стоило материал попридержать и довести до ума, а не нестись со всех ног его издавать».

## Синглы
- «Две земли»

Песня была спродюсирована Максимом Фадеевым и стала первым синглом с альбома. Сингл поднялся до 36-го места в российском радиочарте.
- «Вот и всё»

Второй сингл с альбома который продержался 19 недель в «Золотом граммофонe», поднявшись до 2-й строчки чарта, а также c успехом добрался в десятку российского радиочарта поднявшись до 8-го места.
- «Всё будет хорошо»

Третий сингл с альбома который стал самым успешным, заняв 3-ю строчку российского радиочарта и чарта цифровых синглов. Песня получила музыкальную премию «Золотой Граммофон» в 2010 году.
- «Садовник»

Песня стала четвёртым синглом с альбома, поднявшись до 42-й позиции в российском радиочарте.

## Список композиций

### CD-версия
| №   | Название                                       | Автор(ы)                           | Длительность |
| --- | ---------------------------------------------- | ---------------------------------- | ------------ |
| 1.  | «Больше (feat. StuFF)»                         | Олег Влади                         | 4:56         |
| 2.  | «Две земли»                                    | Theos, Олег Влади                  | 4:17         |
| 3.  | «Тишина»                                       | Евгений Алягер                     | 4:38         |
| 4.  | «Вот и всё»                                    | Алексей Романоф, Александр Сахаров | 3:38         |
| 5.  | «Всё будет хорошо»                             | Алексей Романоф, Александр Сахаров | 3:48         |
| 6.  | «Садовник»                                     | Алексей Романоф, Александр Сахаров | 3:24         |
| 7.  | «Так будет»                                    | Сергей Бортников                   | 3:37         |
| 8.  | «Смотри»                                       | Олег Влади                         | 4:02         |
| 9.  | «Ok! (feat. Kirill Clash)»                     | Алексей Романоф, Митя Фомин        | 3:33         |
| 10. | «Две земли (Vengerov & Fedoroff remix)»        | Theos, Олег Влади                  | 4:54         |
| 11. | «Вот и всё (DJ Neitrino & Kirill Clash remix)» | Алексей Романоф, Александр Сахаров | 4:29         |

### Цифровой релиз
| №   | Название                                       | Автор(ы)                           | Длительность |
| --- | ---------------------------------------------- | ---------------------------------- | ------------ |
| 1.  | «Больше (feat. StuFF)»                         | Олег Влади                         | 4:56         |
| 2.  | «Тишина»                                       | Евгений Алягер                     | 4:38         |
| 3.  | «Вот и всё»                                    | Алексей Романоф, Александр Сахаров | 3:38         |
| 4.  | «Всё будет хорошо»                             | Алексей Романоф, Александр Сахаров | 3:48         |
| 5.  | «Садовник»                                     | Алексей Романоф, Александр Сахаров | 3:24         |
| 6.  | «Так будет»                                    | Сергей Бортников                   | 3:37         |
| 7.  | «Смотри»                                       | Олег Влади                         | 4:02         |
| 8.  | «Ok! (feat. Kirill Clash)»                     | Алексей Романоф, Митя Фомин        | 3:33         |
| 9.  | «Две земли (Vengerov & Fedoroff remix)»        | Theos, Олег Влади                  | 4:54         |
| 10. | «Вот и всё (Dj Neitrino & Kirill Clash remix)» | Алексей Романоф, Александр Сахаров | 4:29         |

- Источник:[12]

В альбомную версию трека «Вот и всё» вошли первые две строфы стихотворения Сергея Есенина «Я иду долиной. На затылке кепи…» в исполнении Фомина.

## Коммерческий успех
Альбом дебютировал на 19-м месте российского чарта альбомов. На следующую неделю альбом покинул Топ-25. На следующую неделю альбом вернулся в топ-25 на 23-ю позицию, затем поднялся до 19-го места, после чего покинул чарт.